# Kolarić
Kolarić is een plaats in de gemeente Vojnić in de Kroatische provincie Karlovac. De plaats telt 229 inwoners (2001).